# 浅川サラ
浅川 サラ（あさかわ さら、1988年3月1日 - ）は、日本のAV女優。チーズバーガー所属。

## 略歴・人物
2009年にAVデビュー。

## 出演作品

### アダルトDVD

#### 浅川サラ・他 名義
2009年
- サディスティック ブーツ ガールズ vol.6 （10月9日、RISING）…オムニバス作品 他出演:甲斐ミハル
- ぶるる ブルマフェチ ＝妄想最前線＝ 〜ブルマフェチ監督の秘蔵コレクション〜 7 （10月9日、RISING）…オムニバス作品 他出演:鈴木茶織
- 軟体競水 vol.2 （10月9日、RISING）
- 聖くすぐり学園 8 （10月16日、RISING）…オムニバス作品 他出演:鈴木茶織

2010年
- 唾液精液愛液まみれ おやじと娘 （4月25日、ながえSTYLE）…オムニバス作品
- 思春期の性欲処理係♥ 女教師レズペット （11月18日、LADY×LADY）
- 超ネ申星★アイドルオーディション （12月23日、アイエナジー）※「望月理子」名義

2011年
- 裏 超ネ申星★アイドルオーディション （1月20日、アイエナジー）※「望月理子」名義
- 痴獄誘惑 女の世界 （2月18日、カオカコミュニケーション）
- アナル舐め 2 女子校生のアニリングス （3月4日、OFFICE K'S）…オムニバス作品
- 吐息が感じる程のねっとりフェラチオ （3月4日、OFFICE K'S）…オムニバス作品
- 美尻ディルドオナニー Vol.2 （4月1日、OFFICE K'S）…オムニバス作品
- 超ネ申星★アイドル 06 チームLOVEエナジ→的ファン感謝祭 （5月19日、アイエナジー）※「望月理子」名義
- 超ネ申星★アイドル 07 チームLOVEエナジ→のお仕事Beginner （6月18日、アイエナジー）…オムニバス作品
- JKディルドコレクション VOL.2 （7月1日、ナチョス!）…オムニバス作品
- 性処理 肛門当番 （8月13日、MOODYZ）
- ゆうわく痴獄 愛憎渦巻く禁断のレズビアンストーリー （10月13日、赤ほたるいか）…オムニバス作品
- 極太アナルディルドオナニー Vol.3 （11月18日、OFFICE K'S）…オムニバス作品
- 電流アクメ拷問所 痙攣女体くらげ 11 （11月19日、ベイビーエンターテイメント）
- 欲求不満妻たちのセンズリ鑑賞 其の二 （11月25日、OFFICE K'S）…オムニバス作品
- 獄少女 7 （11月30日、アートビデオ）
- 太ももコキ （12月16日、OFFICE K'S）…オムニバス作品

2012年
- アナル！マンコ！クリトリス！三点オナニー （1月20日、OFFICE K’S）
- SUPER HEROINE アクションウォーズ 女宇宙特捜アミー （1月13日、GIGA）
- 快楽五点責め （3月2日、OFFICE K’S）
- 不感症の女 勝気武闘少女編　浅川サラ （5月19日、コロ蔵）

#### 大塚もも 名義
2013年
- 女子高生　ハゲマンズリ クリちゃんをツルピカ頭に擦り付けてヨガるJK5人 （6月20日、レイデックス）
- 続・嬲棄山 1　大塚もも 黒木マユカ （6月21日、MAD）
- THEヤプーズマーケット 集団面接監禁調教file.01 ～ 拉致 （10月11日、ヤプーズマーケット）
- THEヤプーズマーケット 集団面接監禁調教file.02 ～ 餌付 （10月11日、ヤプーズマーケット）
- THEヤプーズマーケット 集団面接監禁調教File.03 ～ 品評 （10月11日、ヤプーズマーケット）
- THEヤプーズマーケット 集団面接監禁調教File.04 ～ 試用 （10月11日、ヤプーズマーケット）
- THEヤプーズマーケット 集団面接監禁調教File.05 ～ 飼育 （10月11日、ヤプーズマーケット）
- THEヤプーズマーケット 集団面接監禁調教File.06 ～ 酷使 （10月11日、ヤプーズマーケット）
- THEヤプーズマーケット 集団面接監禁調教File.07 ～ 拷問（ 10月11日、ヤプーズマーケット）
- ヒロインピンチ 変幻！獅子姫 沙霧 （12月27日、GIGA）